# Arreskov
För andra betydelser, se Arreskow.
Arreskov är en äpplesort som enligt Claus Matthiesen har sitt ursprung från ett okänt träd omkring 1850 i Christen Pedersens trädgård.
Äpplet belönades med en silvermedalj år 1860 av "selskabet til havedyrkningens fremme"..  Äpplet härstammar inte från en gravensteinerkärna som Bredsted förmodade. Sorten får skorv, har S-generna S8S24.
Blomningen på detta äpple är sen, och äpplet pollineras av bland annat Cox Orange, Cox Pomona, Golden Noble, Gul Richard, James Grieve och McIntosh. I Sverige odlas Arreskov gynnsammast i zon I–II.